# 馬拉希夫齊 (特諾皮爾州)
49°40′35″N 25°29′49″E / 49.67639°N 25.49694°E

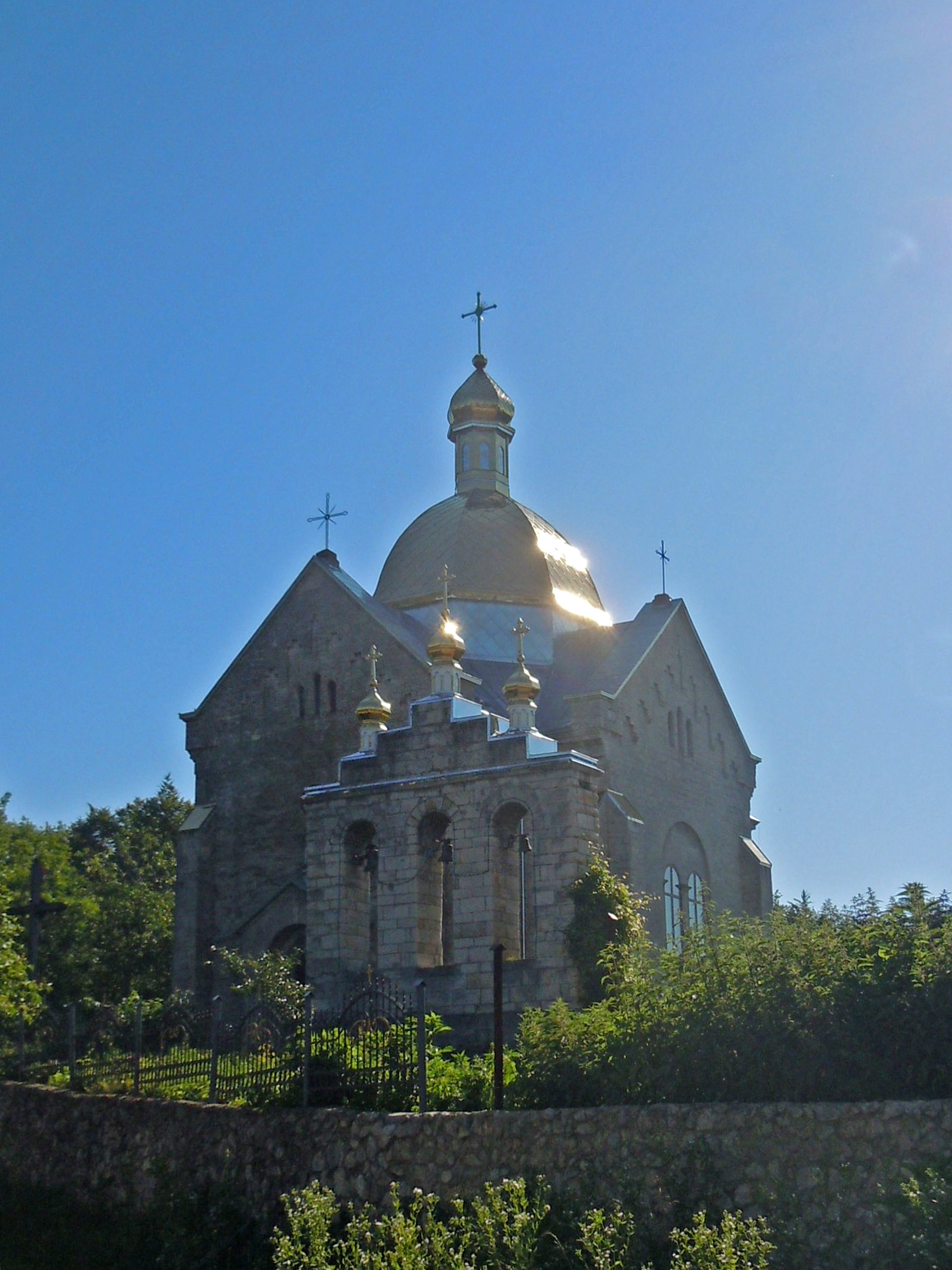

馬拉希夫齊（羅馬化：Malashivtsi）是烏克蘭的村落，位於該國西部捷爾諾波爾州，由捷尔诺波尔区負責管轄，處於塞雷特河畔，分別距離伊萬基夫齊2公里和伊瓦奇夫霍里什尼2.5公里，始建於1529年，面積1.38平方公里，2001年人口295。